# Ramphastos ambiguus
Il tucano becconero (Ramphastos ambiguus Swainson, 1823) è un uccello della famiglia Ramphastidae, diffuso in America centrale e Sud America.

## Descrizione

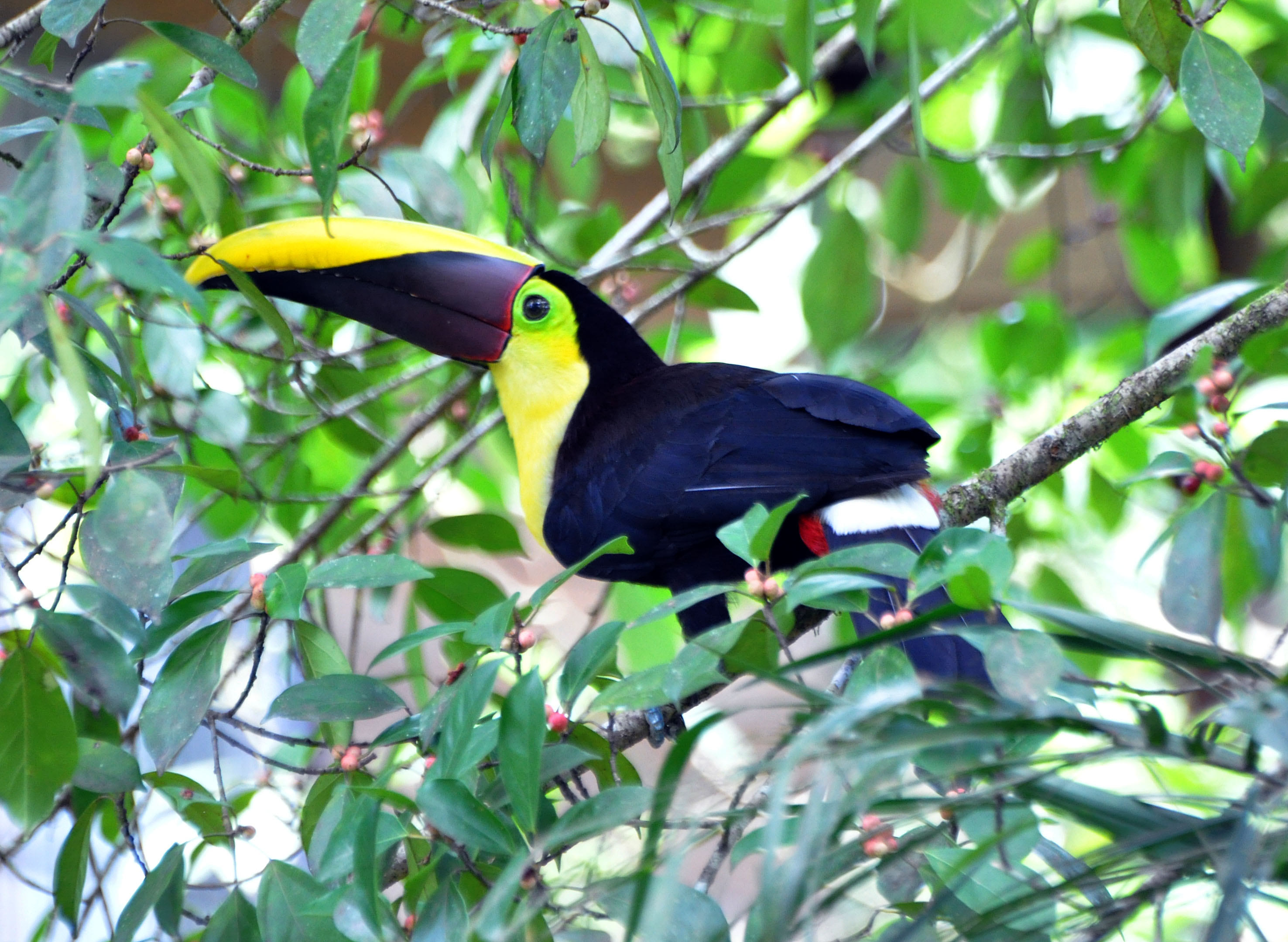

Questo tucano raggiunge una lunghezza di 56 cm ed un peso di 620-740 g.

Il piumaggio è prevalentemente nero con guance, gola e sottogola gialle con un sottile bordo rosso; la groppa è bianca; la zona anale è rosso scarlatta. L'iride nera è circondata da un alone verde. Il becco è caratteristico: la parte mandibolare è nera, mentre la mascella è per metà nera e per metà giallo-limone.

## Biologia
È una specie arboricola, che occupa prevalente la canopia delle foreste tropicali, formando dei gruppi di circa una ventina di esemplari, talora assieme ai congeneri Ramphastos sulfuratus e Ramphastos brevis.

### Alimentazione
È una specie onnivora: si nutre prevalentemente di una grande varietà di frutta, ma anche di insetti, piccoli mammiferi e rettili.

### Riproduzione
La stagione riproduttiva va da marzo a giugno. La formazione delle coppie è preceduta da un corteggiamento che prevede l'offerta di cibo alla partner. Il nido viene realizzato in una cavità naturale che di solito si trova tra i 7 e i 27 m dal suolo. La femmina depone 2-4 uova bianche, la cui incubazione dura circa 16 giorni. Entrambi i genitori si occupano della prole fino a quando non è in grado di lasciare il nido, il che avviene solitamente dopo circa 47 giorni dalla schiusa delle uova.

## Tassonomia
Sono note tre sottospecie:
- Ramphastos ambiguus ambiguus Swainson, 1823
- Ramphastos ambiguus abbreviatus Cabanis, 1862
- Ramphastos ambiguus swainsonii Gould, 1833

## Distribuzione e habitat
La specie è diffusa in America centrale e nella parte nord-occidentale del Sud America. La sottospecie R. a. swainsonii è diffusa dall'America Centrale (Honduras, Nicaragua, Costa Rica, Panama) sino alla Colombia occidentale. La sottospecie R. a. abbrevianus è presente nella Colombia nord-orientale e nel Venezuela settentrionale. La sottospecie R. a. ambiguus è diffusa ad est delle Ande, dalla Colombia sud-occidentale attraverso l'Ecuador, sino al Perù.